# 村井恒夫
村井 恒夫（むらい つねお、1941年2月10日 - 2018年1月21日）は、日本の経営者。綜合警備保障社長、会長を務めた。

## 経歴
東京都出身。1964年に慶應義塾大学商学部を卒業し、同年に日本勧業銀行に入行。1968年9月に綜合警備保障に転じ、1970年8月に常務に就任し、1980年11月に副社長を経て、1986年9月には社長に就任。1994年6月に会長に就任し、2009年4月には相談役に就任。
2018年1月21日大動脈解離のために死去。76歳没。